# Коголо дел Ченджо
Кого̀ло дел Чѐнджо (на италиански: Cogollo del Cengio; на венециански: Cogolo, Коголо) е малко градче и община в Северна Италия, провинция Виченца, регион Венето. Разположено е на 308 m надморска височина. Населението на общината е 3254 души (към 2015 г.).